# Erişti
Erişti ist ein Dorf im Landkreis Midyat der türkischen Provinz Mardin. Erişti liegt etwa 86 km nordöstlich der Provinzhauptstadt Mardin und 38 km nördlich von Midyat. Erişti hatte laut der letzten Volkszählung 525 Einwohner (Stand Ende Dezember 2009).